# 春風亭柳枝 (8代目)
八代目 春風亭 柳枝（しゅんぷうてい りゅうし、1905年12月15日 - 1959年10月8日）は、戦後活躍した東京の落語家。本名∶島田 勝巳。出囃子は『三下り鞨鼓』。

## 来歴
東京本郷の生まれ。音曲師である四代目柳家枝太郎の子。
1921年3月、四代目春風亭柳枝に入門して枝女太と名乗る。睦会所属。
1922年5月、二ツ目昇進。1923年1月∶睦ノ太郎と改名。
1925年4月、八代目春風亭柏枝として真打昇進。1934年11月、八代目柳亭芝楽に改名。
1937年の睦会解散後、春風亭小柳枝襲名をめぐるいざこざで、日本芸術協会（会長柳橋・三木助師弟）とのわだかまりがあったため落語協会に入会した。

1943年3月に八代目春風亭柳枝を襲名。
1959年9月23日に脳出血で倒れる、10月8日に死去。

## 人物
温厚篤実な性格で、何を言われても「結構です。」と言うので「お結構の勝っちゃん」と呼ばれた。客に対しても丁寧な物腰で語る芸風に人気があった。ただ、それは平時のときであり、酒が入ると一変。酔うと酒が入っていない時の物腰の柔らかさとは裏腹に人格が変わって荒れるのが欠点だったと言う。「(八代目桂)文楽がなんでェ！」とくだをまいて翌朝謝りに行くことは日常茶飯事であった。
若い頃に、当時の人気若手5人で「五大力」という会を結成していた。戦後は自宅に稽古部屋を作って育成に尽力した。

## 芸歴
- 1921年3月∶四代目春風亭柳枝に入門、前座名「枝女太」。
- 1922年5月∶二ツ目昇進。
- 1923年1月∶「睦ノ太郎」と改名。
- 1925年4月∶真打昇進、「春風亭柏枝」と改名。
- 1934年11月∶「八代目柳亭芝楽」に改名。
- 1943年3月∶八代目春風亭柳枝を襲名。
- 1959年10月∶死去。

## 得意ネタ
- 高砂や
- 宗論
- 王子の狐
- 野ざらし
- 甲府い
- 熊の皮
- 子ほめ
- のめる
- 花筏
- 宮戸川
- ずっこけ
- 花色木綿

など。

## 弟子
柳枝死後、弟子は全員前座だったため全員他の門下に移籍した。
- 春風亭枝吉 - 六代目三遊亭圓生門下へ
- 春風亭枝二 - 林家彦六門下へ
- 春風亭枝女吉 - 六代目三遊亭圓生門下へ

### 廃業
- 春風亭枝之助
- 春風亭枝葉 - 四代目三遊亭圓遊門下から移籍。廃業後は新宿末広亭の従業員になった。